# Anežka Přemyslovna (1268)
Anežka Přemyslovna ( 1231/2– 10. říjen 1268) byla dcera českého krále Václava I. a jeho manželky Kunhuty Štaufské, manželka Jindřicha Jasného, míšeňského markraběte, durynského lantkraběte a falckraběte saského.

## Život
Za míšeňského markraběte Jindřicha se Anežka provdala okolo roku 1245. Jindřichovou první manželkou byla Konstancie, dcera rakouského vévody Leopolda VI. Babenberského, se kterou měl syny Albrechta, durynského lantkraběte, a Dětřicha, lantkraběte landsberského. Po smrti Konstancie se jeho druhou manželkou stala právě Anežka, děti se ovšem z manželství nenarodily.
Jindřich své země rozdělil v roce 1262 tak, že Albrecht obdržel Durynsko a Dětřich Plisensko s městem Lipskem. Pro sebe si ponechal Míšeň.
Anežka zemřela roku 1268 a byla pohřbena v klášteře Altzella. Jindřich se oženil ještě potřetí, kdy uzavřel nerovné manželství s Alžbětou z Maltic.